# Ли Чжон Хён
Ли Джон Хён (이종현, родился 15 мая 1990, Пусан) — южнокорейский гитарист, музыкант, певец, автор песен и актёр. Бывший гитарист и вокалист южнокорейской рок-группы CNBLUE.
Он дебютировал в фильме «Acoustic» в 2010 году, после этого состоялся его телевизионный дебют в корейской дораме «Достоинство джентльмена» в 2012 году. В 2015 году он появился в реалити-шоу «We Got Married» и снялся в дораме «Апельсиновый мармелад».

## Жизнь и карьера
Ли Чжон Хён родился 15 мая 1990 года в Пусане (Южная Корея), став третьим ребенком в семье. С четырех до восьми лет жил вместе с семьей в Японии, однако затем они вернулись в Пусан, где Джон Хён окончил начальную и среднюю школы.
В школе занимался дзюдо, выиграл городской школьный чемпионат по этому виду спорта. Затем он сосредоточился на музыке, научившись петь и играть на пианино. Затем, однажды услышав английского певца, автора песен и гитариста - Эрика Клэптона, он начал учиться играть на гитаре. С 7 августа 2018 года находится на службе в армии. 28 августа 2019 года Ли Джон Хен объявил об уходе из CNBLUE.

## Фильмография

### Сериалы
| Год  | Сериал                        | Роль                     | Телеканал      |
| ---- | ----------------------------- | ------------------------ | -------------- |
| 2012 | Достоинство Джентльмена       | Коллин Блэк              | SBS            |
| 2013 | Переходный Возраст            | Ян Ён Ун (камео, с. 2-3) | KBS2           |
| 2014 | Один Солнечный День           | Камео (с. 4 и 8)         | Line TV        |
| 2015 | Апельсиновый мармелад         | Хан Си Ху                | KBS2           |
| 2017 | Песнь моей единственной любви | Он Даль                  | NAVER, Netflix |
| 2017 | Поколение девчонок 1979       | Джун Юн Чун              | KBS2           |
| 2018 | Тот парень О Су               | О Су                     | OCN            |

### Фильмы
| Год  | Сериал      | Роль        |
| ---- | ----------- | ----------- |
| 2010 | Акустика    | Ким Сын Вон |
| 2018 | Ikiru Machi | До Хён      |